# Museo del Parmigiano Reggiano
Il Museo del Parmigiano-Reggiano è un museo etnografico dedicato al Parmigiano-Reggiano, collocato all'interno della Corte Castellazzi in via Alessandro Volta 5 a Soragna, in provincia di Parma.

## Storia

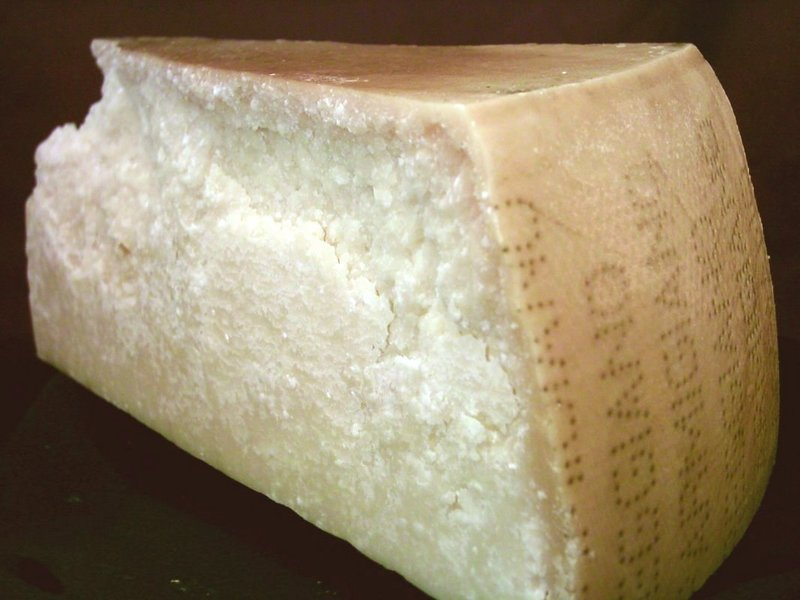
Una punta di Parmigiano-Reggiano con la caratteristica marchiatura

Nel 2001 fu fondato il "Comitato Promotore dei Musei del Cibo", dal 2003 Associazione dei Musei del Cibo della Provincia di Parma, che riuniva la Provincia di Parma, i Comuni di Soragna, Langhirano e Collecchio, i consorzi di tutela dei Prodotti Tipici, la Camera di Commercio di Parma e le associazioni economiche di categoria; l'ente da allora si occupò della creazione e gestione della rete di Musei del Cibo nella provincia di Parma, avviando una serie di lavori che interessarono alcuni edifici, tra cui il casello circolare della settecentesca Corte Castellazzi, annessa alla Rocca; il caseificio, costruito nel 1848 per volere del principe Casimiro Meli Lupi e ampliato nel 1963 con la costruzione della struttura adiacente a est, contenente il salatoio al piano seminterrato e la camera del latte al piano rialzato, rimase attivo fino al 1977.
Il museo del Parmigiano-Reggiano fu inaugurato il 30 novembre del 2003.

## Percorso espositivo

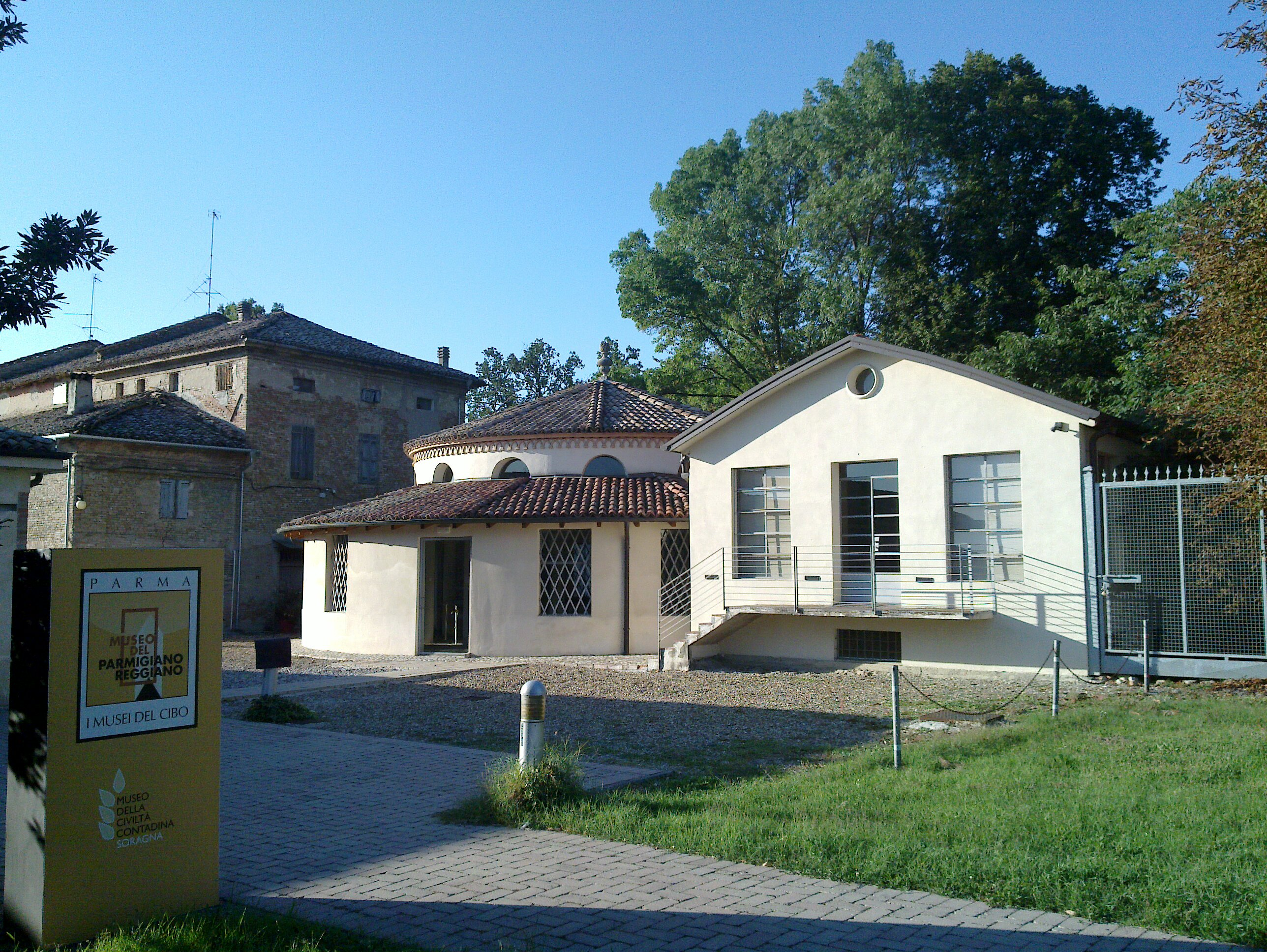
Ingresso del museo dal percorso pedonale

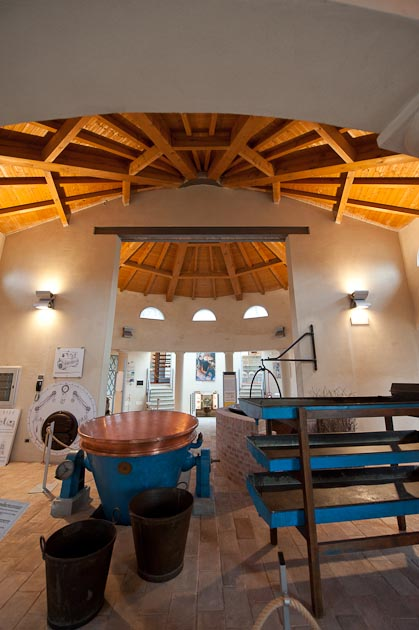
Sala A del casello

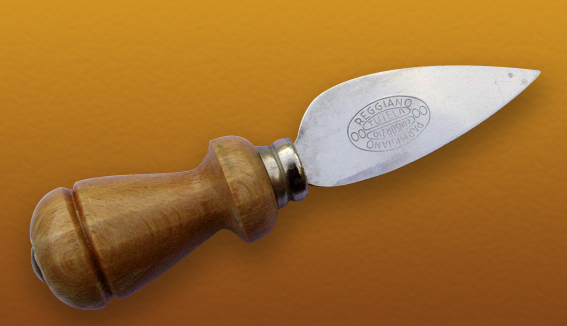
Coltello per il Parmigiano-Reggiano

Il percorso espositivo, collocato all'interno del casello circolare e della struttura adiacente, è suddiviso in tre sezioni, corrispondenti ai tre distinti ambienti originalmente utilizzati nelle diverse fasi di lavorazione del Parmigiano-Reggiano; gli oltre 120 oggetti esposti, provenienti dalle cinque province di produzione del formaggio (Parma, Reggio nell'Emilia, Modena, Bologna a ovest del Reno e Mantova a sud del Po), risalgono a un arco temporale compreso tra la seconda metà del XIX secolo e la prima del XX.

### Sala A
La prima parte, collocata all'interno del casello nella sala a pianta circolare contornata da un colonnato, è dedicata innanzi tutto alla descrizione del caseificio soragnese originario.
Il percorso prosegue in varie sottosezioni, incentrate sulle prime fasi di lavorazione del Parmigiano-Reggiano in un comune stabilimento ottocentesco; attraverso una serie di pannelli e oggetti sono illustrati nell'ordine: le differenti razze bovine, le tecniche di mungitura, il trasporto del latte al caseificio, la pesatura, il riposo, l'affioramento della panna per la produzione del burro, il travaso del latte, il siero-innesto, la lavorazione e formatura del formaggio, il controllo di qualità del latte e infine la scrematura, zangolatura e produzione dei pani di burro.
L'ultimo spazio è dedicato alle principali raffigurazioni artistiche del Parmigiano-Reggiano nella storia.

### Sala B
La seconda parte, collocata all'interno del salatoio del piano seminterrato del corpo aggiunto nel 1963, è suddivisa in quattro sottosezioni, ove, attraverso pannelli e oggetti, sono descritte: le tecniche di salatura, alcune testimonianze della storia gastronomica del Parmigiano-Reggiano, l'evoluzione storica del formaggio e infine le tipiche architetture dei caseifici dell'epoca.

### Sala C
La terza parte, collocata all'interno della camera del latte del piano rialzato del corpo aggiunto nel 1963, è incentrata sulle tecniche di battitura e di stagionatura delle forme di formaggio; il percorso si conclude in una vetrina che descrive la storia del Consorzio del Formaggio Parmigiano-Reggiano.

### Spazi annessi
Al termine dell'esposizione, nella palazzina adiacente si trovano lo spazio ristoro, per la degustazione di scaglie di Parmigiano-Reggiano, e il museum-shop. In continuità si sviluppa inoltre, all'interno di un altro edificio della corte rurale, il Museo della civiltà contadina, che raccoglie numerosi attrezzi e oggetti legati alla vita quotidiana e all'attività agricola nella bassa parmense.